# Jean-Luc Bambara

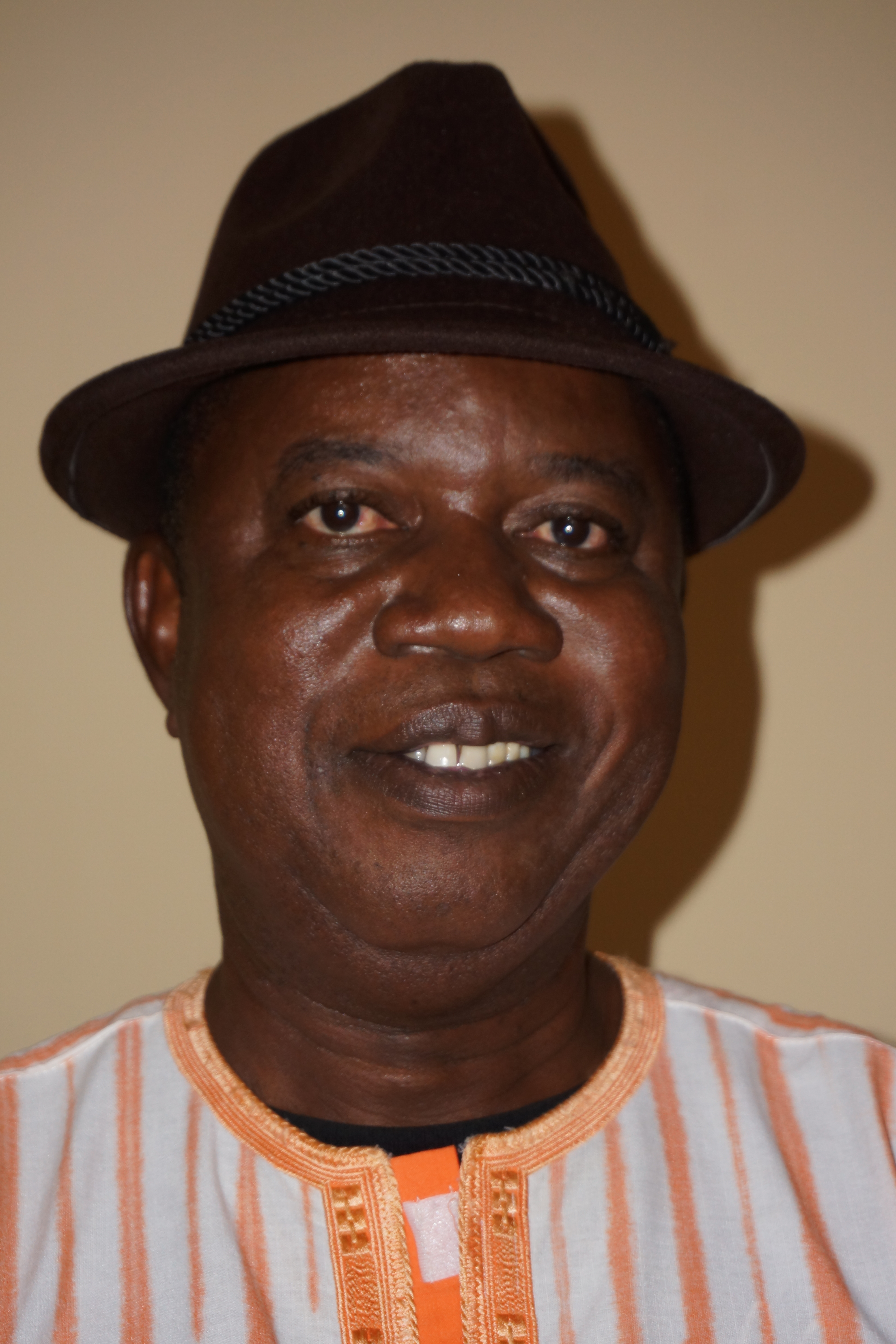
Jean-Luc Bambara (2018)

Jean-Luc Bambara (* 1963 in Garango, Obervolta, heute Burkina Faso) ist ein Bildhauer aus dem westafrikanischen Staat Burkina Faso. Er gehört der Ethnie der Bissa an.
Er gestaltete Heiligenfiguren in der Kathedrale von Ouagadougou und weiteren Kirchen in Burkina Faso. Einer erfolgreichen Ausstellung in Deutschland folgten weitere in Portugal, Spanien und den Vereinigten Staaten. Werke von ihm sind auf öffentlichen Plätzen in der Hauptstadt des Landes aufgestellt; außerdem beteiligte sich Bambara am Skulpturenpark von Laongo, Sculptures de Laongo. Weitere Kunstwerke gibt es in Ladenburg, der Partnerstadt von Bambaras Geburtsstadt.

Jean Luc Bambara vor einer seiner Großplastiken in Ouagadougou (BF).
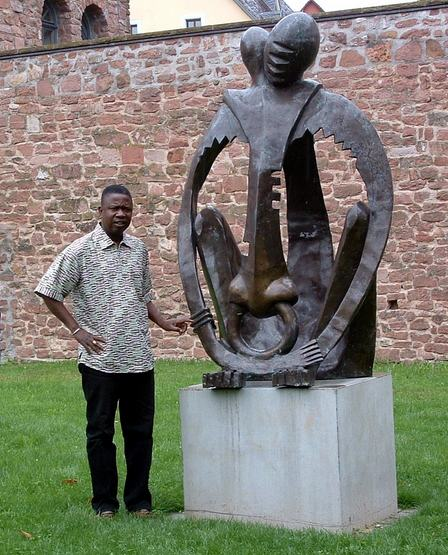
Jean Luc Bambara vor seiner Plastik „La Protection“ in Ladenburg (D)